# Grandmaster Flash
Pour les articles homonymes, voir Sadler et Saddler.
 (septembre 2018).
Grandmaster Flash, de son vrai nom Joseph Saddler, né le 1er janvier 1958 à Bridgetown, à la Barbade, est un musicien, disc jockey et producteur de musique américain. Il est considéré comme un des pionniers du hip-hop, du scratch et du remix. Il est l'inventeur de certaines techniques comme le cutting. D'une grande inventivité, il est notamment réputé pour scratcher avec ses pieds et ses orteils. Son groupe, Grandmaster Flash and the Furious Five, est inclus au Rock and Roll Hall of Fame en 2007, et devient le premier groupe de hip-hop à être honoré. En 2019, il reçoit le Polar Music Prize (Nobel de la Musique), et devient aussi le premier DJ et musicien hip-hop à recevoir cette distinction.

## Biographie
Saddler est né le 1er janvier 1958 à la Barbade mais a grandi à New York dans le quartier du Bronx. Il étudie à la Samuel Gompers High School, un lycée public où il se consacre à la réparation de matériels électroniques. Saddler s'intéresse au DJing grâce à la collection d'albums de son père et grâce à sa mère qui lui a fait suivre des cours d'électronique.
Sa rapidité et sa dextérité sont à l'origine de son surnom « Flash » (référence au super-héros le Flash). Son habileté à changer de disques avec les pieds, les mains derrière le dos lui valent le titre de « Grandmaster » (« grand maître »). Il avait acquis cette dextérité en remarquant qu'un autre DJ, Kool Herc, se trompait souvent au moment de passer un disque. Il décida donc d'apprendre les techniques des DJ de discothèque, notamment le fait d'écouter le disque que l'on s'apprête à passer avec des écouteurs. Il observe également le travail de Pete DJ Jones à la table de mixage. Grandmaster Flash était souvent plus occupé à changer ses disques qu'à encourager le public à danser comme le faisaient les autres DJs des block parties. Il décide alors de demander à des amis de le faire à sa place. Bientôt, ceux-ci ont assez de ne rien faire d'autre que d'encourager le public et décident de raconter d'autres thèmes, comme leur vie dans le ghetto. De plus, Grandmaster Flash est celui qui a perfectionné le scratch.
En 1990, Grandmaster Flash produit l'album Masterpiece de Just-Ice. Il travaille ensuite comme directeur musical pour The Chris Rock Show et publie The Official Adventures of Grandmaster Flash, Essential Mix: Classic Edition et The Bridge – Concept Of A Culture.
En 1998, il fait son retour avec Flash Is Back, le bien nommé. La même année, il joue pour le Super Bowl. Il se produit également devant Tony Blair et la reine Élisabeth II. En 2008, il fait un remix pour le single Into the Galaxy du groupe australien Midnight Juggernauts.
Il reçoit également de nombreuses distinctions, dont le DJ Vanguard Award de Bill Gates en 2004, le Lifetime Achievement Award de la RIAA en 2005 et le I Am Hip-Hop Icon Award aux BET Hip Hop Awards en 2006. Son autobiographie, The Adventures of Grandmaster Flash : My Life, My Beats, paraît en 2008.

## Grandmaster Flash and the Furious Five
Il forme son propre groupe à la fin des années 1970, composé de Cowboy (Keith Wiggins), Melle Mel (Melvin Glover) et The Kidd Creole (Nathaniel Glover). Deux autres MCs arriveront par la suite, Rahiem (Guy Todd Williams - qui était membre des Funky 4+1) et Scorpio (Eddie Morris), pour former Grandmaster Flash and the Furious Five. Ils gagnent un disque d'or avec Freedom après avoir signé sur Sugar Hill Records en 1980. Cowboy lance le terme de « hip-hop ».
En 1981, le succès de la chanson Rapture de  Blondie, où son nom est mentionné (« Flash is fast, Flash is cool »), lui apporte un éclairage auprès du public blanc. Grandmaster Flash raconte : 
« Je me souviens de mon pote Fab Five Freddy me disant qu'il allait ramener Blondie à l'une de mes soirées. Il a tenu parole : il les a amenés à ma fête. Je me souviens de Blondie me disant : Je vais écrire une chanson sur toi Flash ».
En retour, il sample la voix de Debbie Harry dans  le single The Adventures of Grandmaster Flash on the Wheels of Steel.
Leur plus grand tube est The Message, en 1982, qui devient disque de platine en moins d'un mois. Grandmaster Flash quitte Sugar Hill Records en 1983 et le groupe est plus ou moins dissous en 1984.

## Discographie

### Albums studio
- 1979 : The Message (distribution dans les rues de New York)
- 1982 : The Message
- 1983 : Greatest Messages
- 1985 : They Said It Couldn't Be Done
- 1985 : Stepping Off
- 1986 : The Source
- 1987 : Ba-Dop-Boom-Bang
- 1988 : On the Strength
- 1997 : Salsoul Jam 2000
- 1998 : Flash Is Back
- 2002 : The Official Adventures of Grandmaster Flash
- 2002 : Essential Mix: Classic Edition
- 2009 : The Bridge (Concept of a Culture)